# Левченко Олексій Валерійович
Олексій Валерійович Левченко (нар. 18 травня 1976, Дніпропетровськ, УРСР) — український футболіст, нападник.

## Життєпис
Вихованець клубу «Дніпро-75». У 1995 році розпочав футбольну кар'єру в клубі «Металург» (Новомосковськ). Після цього захищав кольори двох клубів, «Нива» (Вінниця) та «Торпедо» (Запоріжжя). На початку 1998 року повернувя до дніпропетровського «Дніпра», але виступав виключно в складі другої команди клубу. Після цього захищав кольори клубу «Металург» (Новомосковськ) та «Металург» (Маріуполь). У 2000 році перейшов до складу олександрійської «Поліграфтехніки». У футболці олександрійської команди дебютував 11 березня 2000 року в програному (0:1) домашньому поєдинку 1/16 фіналу кубку України. Олексій вийшов у стартовому складі, а на 46-ій хвилині його замінив Сергій Потапов. У Першій лізі України в футболці поліграфів дебютував 20 березня 2000 року в нічийному (1:1) виїзному поєдинку 19-го туру проти житомирського «Полісся». Лкевченко вийшов на поле в стартовому складі та відіграв увесь поєдинок, а на 31-ій хвилині відзначився голом у воротах житомирського клубу. У складі «Поліграфтехніки» зіграв 9 матчів (1 гол) у першій лізі чемпіонату України та 1 поєдинок у кубку України. Після цього захищав кольори дніпродзержинської «Сталі» та криворізького «Гірника». В осінній частині сезону 2003/04 років був гравцем польського клубу «Погонь» (Щецин). Під час зимової перерви залишив Польщу та повернувся до дніпродзержинської «Сталі». Після цього виступав в армянському «Титані», а в 2005 році завершив кар'єру футболіста в «Кримтеплиці».